# QBS
QBS（韓語：큐비에스，全寫為）是韓國女子音樂組合T-ara於2013年組成的子團，成員包括寶藍、居麗和昭妍。

## 簡歷
在2013年4月，T-ara的經紀公司Core Contents Media公佈𤨒晶、孝敏、芝妍和雅凜組成子團T-ara N4。不久後再公佈寶藍、居麗和昭妍組成日本子團QBS，並主打日本市場，6月26日發行日語出道單曲《像風一樣》。
6月8至10日，QBS在名古屋、大阪、及池袋舉行紀念單曲發行的特別活動。

## 成員
| 成員列表 | 成員列表 | 成員列表 | 成員列表 | 成員列表 | 成員列表     | 成員列表       |
| 藝名     | 藝名     | 藝名     | 本名     | 本名     | 本名         | 出生日期       |
| 藝名     | 諺文     | 羅馬拼音 | 漢字     | 諺文     | 羅馬拼音     | 出生日期       |
| -------- | -------- | -------- | -------- | -------- | ------------ | -------------- |
| 寶藍     | 보람     | BoRam    | 全寶藍   | 전보람   | Jeon Bo-ram  | 1986年3月22日  |
| 居麗     | 큐리     | Q-Ri     | 李智賢   | 이지현   | Lee Ji Hyeon | 1986年12月12日 |
| 昭妍     | 소연     | SoYeon   | 朴昭妍   | 박소연   | Park So-yeon | 1987年10月5日  |

## 音樂作品
單曲

- 《像風一樣》